# Javier Navarro Rodríguez
Javier Navarro Rodríguez (?, 1949. október 27. –) mexikói pap és a  Zamora püspöke.

## Élete
Javier Navarro Rodríguezt 1978. december 23-án szentelték pappá.
II. János Pál pápa 1992. április 15-én Voncaria címzetes püspökévé és guadalajarai segédpüspökké nevezte ki. Guadalajara érseke, Juan Jesús Posadas Ocampo bíboros ugyanazon év június 5-én szentelte püspökké; Társszentelő Manuel Pérez-Gil y González, tlalnepantlai érsek és Francisco Raúl Villalobos Padilla, Saltillo püspöke volt.
1999. január 20-án San Juan de los Lagos-i püspökké nevezték ki. 2007. május 3-án nevezték ki Zamora püspökévé, és ugyanazon év július 25-én avatták be. Navarro a Mexikói Püspöki Konferencia alelnöke is volt 2012. november 14. – 2018. november 13. között.

## Fordítás
Ez a szócikk részben vagy egészben  a   Javier Navarro Rodríguez című német Wikipédia-szócikk ezen változatának fordításán alapul.  Az eredeti cikk szerkesztőit annak laptörténete sorolja fel. Ez a jelzés csupán a megfogalmazás eredetét és a szerzői jogokat jelzi, nem szolgál a cikkben szereplő információk forrásmegjelöléseként.